# Clytia sibogae
Clytia sibogae är en nässeldjursart som beskrevs av Chantal Billard 1917. Clytia sibogae ingår i släktet Clytia och familjen Campanulariidae. Inga underarter finns listade i Catalogue of Life.